# Gorgonea Tertia

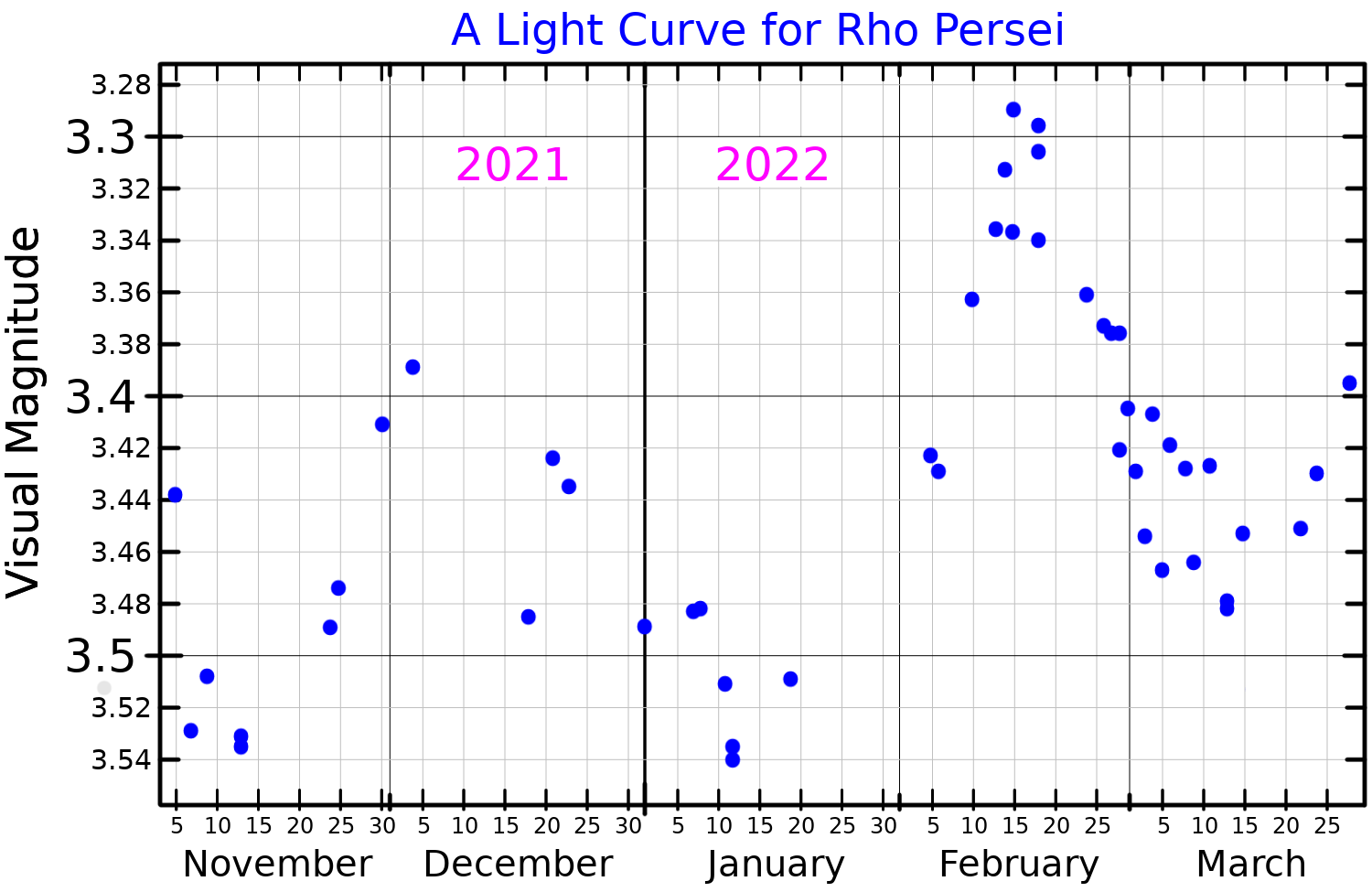
Lichtkromme van Gorgonea Tertia

Gorgonea Tertia (rho Persei) is een ster in het sterrenbeeld Perseus.